# Beit El
Beit El (Hebreeuws: בֵּית אֵל) is een Israëlische nederzetting op de Westelijke Jordaanoever van Palestina, gesticht in 1977. In 2002 had deze nederzetting 4410 bewoners.
Tijdens de Arabisch-Israëlische Oorlog van 1948 werd het Palestijnse gebied veroverd door Jordanië. In  de Zesdaagse Oorlog van 1967 veroverde de staat Israël de Westelijke Jordaanoever en bezette die militair. 
In de nabijheid van Beitin in het Palestijnse gouvernement Ramallah & Al-Bireh, werd in 1977 op een Israëlische legerbasis illegaal een orthodox-joodse nederzetting gesticht met de naam Beit El. Een groot deel van de nederzetting werd gebouwd op privaat Palestijns land. Later dat jaar bleek dat met valse documenten van de Afdeling Nederzettingen van de Zionistische Wereldorganisatie (WZO) te zijn uitgevoerd door de organisatie Amana.
De nederzetting Beit El plaatste diverse buitenposten, zogenoemde 'outposts', waaronder Ulpana en Jabel Artis (ook wel Pisgat Ya'akov genoemd). Na een petitie van de Palestijnse landeigenaren bij het Hooggerechtshof van Israël werd in 2008 een deel van Ulpana met 30 appartementen gesloopt.
Beth El ("huis van God") is, zoals vermeld in de Hebreeuwse Bijbel (Genesis 28: 16-19), de naam die Jacob gaf aan de plek Luz in Kanaän.